# Tojo Cučija
Tojo Cučija (1948 – 23. listopadu 2017) byl japonský umělec a fotograf a jeden z prvních umělců působících v uměleckém hnutí Rivington School v umělecké scéně East Village v New Yorku v 80. letech 20. století.

## Životopis
Tojo Cučija se přestěhoval z Japonska do New Yorku v roce 1980. Byl ředitelem mnoha představení a výstav v klubu No Se No, což byl klub, ve kterém se setkávalo mnoho umělců z Rivingtonské školy a vystavovali svá umělecká díla. Jako fotograf Cučija dokázal zdokumentovat většinu rané historie Rivingtonské školy. Byl členem uměleckého hnutí NO!Art.